# Lee You-hyeon
Đây là một tên người Triều Tiên, họ là Lee.
Lee You-hyeon (tiếng Hàn: 이유현; sinh ngày 8 tháng 2 năm 1997) là một cầu thủ bóng đá người Hàn Quốc hiện đang thi đấu ở vị trí hậu vệ cho Jeonnam Dragons và đội tuyển U-23 quốc gia Hàn Quốc.

## Thống kê sự nghiệp

### Câu lạc bộ
Tính đến 9 tháng 11 năm 2019
| Câu lạc bộ          | Mùa giải            | Giải vô địch        | Giải vô địch | Giải vô địch | Cúp     | Cúp       | Châu lục | Châu lục  | Tổng cộng | Tổng cộng |
| Câu lạc bộ          | Mùa giải            | Hạng đấu            | Số trận      | Bàn thắng    | Số trận | Bàn thắng | Số trận  | Bàn thắng | Số trận   | Bàn thắng |
| ------------------- | ------------------- | ------------------- | ------------ | ------------ | ------- | --------- | -------- | --------- | --------- | --------- |
| Jeonnam Dragons     | 2017                | K League 1          | 5            | 0            | 0       | 0         | 0        | 0         | 5         | 0         |
| Jeonnam Dragons     | 2018                | K League 1          | 28           | 0            | 1       | 0         | 0        | 0         | 29        | 0         |
| Jeonnam Dragons     | 2019                | K League 2          | 22           | 1            | 0       | 0         | 0        | 0         | 22        | 1         |
| Tổng cộng sự nghiệp | Tổng cộng sự nghiệp | Tổng cộng sự nghiệp | 55           | 1            | 1       | 0         | 0        | 0         | 56        | 1         |